# Franse Tijd in Nederland
De Franse Tijd in Nederland beschrijft de periode van 1794 tot 1814 in de geschiedenis van het tegenwoordige Nederland. In het midden en noorden van Nederland, dat een andere ontwikkeling doormaakte dan het zuiden, wordt dit ook wel de Bataafs-Franse Tijd genoemd. Tijdens de Bataafse Republiek was het gebied zelfstandig, al bevond het zich in de invloedssfeer van de Eerste Franse Republiek. Daarna volgden het door een Franse vorst geregeerde Koninkrijk Holland en ten slotte annexatie door het Eerste Franse Keizerrijk. In 1813 gingen de Noord-Nederlandse departementen van het napoleontische rijk op in het soeverein vorstendom der Verenigde Nederlanden.
In het zuiden spreekt men kortweg van de Franse Tijd aangezien de reikwijdte van de Bataafse Republiek hier aanzienlijk beperkter is geweest. Een deel van zuidelijk Nederland (Zeeuws-Vlaanderen en een groot deel van Nederlands-Limburg) werd al in 1795 bij Frankrijk ingelijfd. Bataafs Brabant werd in 1798 door Frankrijk geannexeerd. In 1814 vertrokken de Fransen en werd op 1 augustus het gebied opgenomen in het soeverein vorstendom der Verenigde Nederlanden.   
In Noord-Nederland duurde de Bataafs-Franse Tijd achttien jaar, namelijk van 1795 tot 1813. Zij begint met de Bataafse Republiek (1795-1806), waarbij het midden en noorden van het huidige Nederland zich weliswaar in de invloedssfeer bevond van de Eerste Franse Republiek, maar nog wel onafhankelijk was van Frankrijk. In 1806 hief keizer Napoleon Bonaparte de republiek op en vestigde het Koninkrijk Holland, dat in 1810 op zijn beurt plaats moest maken voor een rechtstreekse annexatie door Frankrijk. Vanaf dat moment waren de inwoners dus drie jaar lang Franse burgers. In 1813 ging het gebied op in het soeverein vorstendom der Verenigde Nederlanden, dat in 1815 tezamen met Zuid-Nederland en het huidige België en Luxemburg door het Congres van Wenen zou worden erkend als het Verenigd Koninkrijk der Nederlanden.
In Zuid-Nederland duurde de Franse Tijd twintig jaar, namelijk van 1794 tot 1814, en gedurende die gehele periode hoorde het gebied bij Frankrijk. De vesting Maastricht en andere regio's werden reeds in het najaar van 1794 veroverd door de Franse republikeinse legers. Op 11 mei 1795 stond de Bataafse Republiek bij het Verdrag van Den Haag bijna geheel Nederland beneden de grote rivieren af aan Frankrijk. De reeds veroverde gebieden werden ook ingelijfd bij de Franse Republiek. Gedurende twintig jaar waren de inwoners dus Frans onderdaan. Bataafs Brabant werd in 1798 eveneens door Frankrijk geannexeerd. Eerst in 1814 werden de Fransen verdreven. Het gebied kwam in handen van de geallieerden en werd geregeerd door enkele Nederlandse commissarissen. In 1815 werd het officieel samengevoegd met het Verenigd Koninkrijk der Nederlanden (het huidige Nederland, België en Luxemburg).

## Verloop
De Bataafs-Franse Tijd begon in Noord-Nederland met de Bataafse Revolutie in 1795, waarbij Nederlandse patriotten de Bataafse Republiek uitriepen, met steun van het Franse Leger van het Noorden (Armée du Nord), dat het land was binnengetrokken. Stadhouder Willem V vertrok naar Engeland en verbleef daar tot 1813 in ballingschap. 
Frankrijk erkende in het Verdrag van Den Haag het bestaan van de Bataafse Republiek en garandeerde de onafhankelijkheid ervan. Staats-Vlaanderen, Maastricht, Staats-Opper-Gelre met Venlo, Staats-Overmaas en de redemptiedorpen werden echter door de republiek aan Frankrijk afgestaan. Deze gebieden werden dus niet bezet, maar ingelijfd bij Frankrijk. De inwoners werden Franse burgers, met dezelfde rechten en plichten als de overige Fransen. Voorts kreeg Frankrijk een gebruiksrecht op de haven van Vlissingen, het recht om een garnizoen in Vlissingen te legeren en een recht om in geval van vijandelijkheden de vestingen van Grave, Bergen op Zoom en 's-Hertogenbosch te bezetten. Met behoud van zelfbestuur en sterke banden met Parijs, werd de Bataafse Republiek de allereerste zusterrepubliek van het revolutionaire Frankrijk.
De in Nederland gelegerde troepenmacht van de "bondgenoot" zou volgens het verdrag 25.000 man bedragen, maar liep in de praktijk op tot wel 200.000 man. Die kwamen steeds uitgehongerd en met gerafelde kleren het land binnen en als ze, goed doorvoed en gekleed, weer vertrokken, werden ze afgelost door nieuwe uitgehongerde troepen. Het hoofdkantoor van de Armée du Nord en de stafkwartieren van de drie divisies kwamen in Gorinchem, Den Haag, Middelburg en Zwolle. 
Napoleon Bonaparte, die zichzelf in 1804 tot keizer van Frankrijk had gekroond, voerde in 1805 ook in Nederland het eenhoofdig leiderschap in, met Rutger Jan Schimmelpenninck als raadpensionaris. Al een jaar later, in 1806, verving hij het Bataafs Gemenebest door het Koninkrijk Holland en zette zijn broer Lodewijk Napoleon Bonaparte op de troon als koning Lodewijk I. Het nieuwe koninkrijk omvatte naast Nederland ook het toen bij Pruisen horende, vandaag Duitse Oost-Friesland.
Napoleon was echter ontevreden over het bewind van zijn broer Lodewijk, die naar zijn mening een te onafhankelijke koers voer. In 1810 besloot hij ook de rest van de Nederlanden bij het Franse keizerrijk in te lijven. In de hoop de Nederlandse zelfstandigheid te bewaren, deed Lodewijk Napoleon afstand van de troon en werd zijn jonge zoontje Lodewijk II op 1 juli 1810 koning van Holland. Napoleon negeerde deze actie en annexeerde Nederland kort daarna met het Decreet van Rambouillet, op 9 juli 1810. Hij benoemde de geboren Fransman Nicolas Charles Oudinot tot stadhouder-prins. Die werd in 1812 opgevolgd door Charles François Lebrun.
De Franse Tijd eindigde in Noord-Nederland toen Napoleon in 1813 bij Leipzig werd verslagen en later afstand deed van de troon. In november 1813 kwam het Algemeen Bestuur aan de macht. Geallieerde troepen, waaronder Basjkierse Kozakken, verjoegen de Fransen uit Nederland, met uitzondering van Delfzijl in het noorden, Naarden in het midden en Maastricht in het zuiden, waar de Fransen eerst in 1814 vertrokken. De oudste zoon van de vroegere stadhouder Willem V keerde op 30 november 1813 vanuit Engeland terug naar Nederland en regeerde korte tijd als soeverein vorst. Door het Congres van Wenen werd hij in 1815 als Willem I uitgeroepen tot koning der Nederlanden.

## Effecten
De belangrijkste effecten van de Franse ofwel Bataafs-Franse Tijd waren:
- Het einde van de Republiek der Zeven Verenigde Nederlanden en het begin van het Koninkrijk der Nederlanden. Een gecentraliseerd staatsbestel verving de gedecentraliseerde macht van het oude systeem.
- De definitieve economische overwinning van Groot-Brittannië op Nederland. Nederland verloor de Kaapkolonie en de koloniën in Guyana en Ceylon aan de Britten. De Vereenigde Oost-Indische Compagnie werd in 1798 ontbonden.
- Invoering van de eerste Grondwet, het Burgerlijk Wetboek, het Wetboek van Strafrecht, een samenhangende organisatie van rechtspraak en gevangeniswezen, de Burgerlijke Stand, de dienstplicht, het kadaster, verplichte achternamen voor wie ze nog niet had, huisnummers waar ze nog niet bestonden en standaard inhouds- en oppervlaktematen en -gewichten in een decimaal stelsel: de kilogram, meter en liter. In sommige steden in Nederland ging het verkeer van links rijden over naar rechts rijden, maar het was geen landelijk beleid.[3]
- De eerste Nederlandse resolutie van grondrechten van burgers (1795) in het kader van staatsinrichting en persoonlijke vrijheden, als uitgangspunt voor nieuwe politieke ontwikkelingen.
- Oprichting van de Nationale Bibliotheek (1798) (voorloper van de Koninklijke Bibliotheek), het Nationaal Archief (1802), het Koninklijk Instituut van Wetenschappen (1808) (voorloper van de KNAW), het Staatstoezicht op de Mijnen (1810) en de Nationale Kunst-Galerij (1800) (voorloper van het Rijksmuseum).

## Nederland in de Franse revolutionaire en napoleontische oorlogen
- In 1793 stonden de republikeinse Franse legers tegenover de Oostenrijkers in de Zuidelijke Nederlanden. De Fransen namen Breda in en belegerden Maastricht, maar moesten zich uiteindelijk terugtrekken.
- Op 4 november 1794 veroverde de Franse generaal Jean-Baptiste Kléber na een beleg van twee maanden de vesting Maastricht en hield deze bezet. Een half jaar later zou Maastricht de hoofdstad worden van het Franse departement Nedermaas.
- In de winter van 1794-1795 marcheerden de Fransen over de bevroren rivieren de Noordelijke Nederlanden binnen, bezetten het land en riepen de Bataafse Republiek uit (zie verder Bataafse Revolutie).
- In de Zeeslag bij Kamperduin in 1797 werd de Nederlandse vloot compleet verslagen door de Britten.
- In 1799 viel een Brits-Russische invasiemacht Noord-Holland binnen, veroverde de Nederlandse vloot in Den Helder en bezette Alkmaar. De geallieerden werden echter verslagen in de Slag bij Castricum en moesten zich weer uit Nederland terugtrekken (zie verder Brits-Russische expeditie naar Noord-Holland).
- Een Brits leger bezette in 1809 het Zeeuwse eiland Walcheren, maar liep daarna vast. Een groot deel van de manschappen werd ziek en stierf, en de Britten trokken zich aan het eind van het jaar weer terug (zie verder Walcherenexpeditie).
- In 1809 namen Nederlandse troepen aan Franse zijde deel aan de Slag bij Stralsund, waarbij een anti-napoleontische Duitse opstand onder leiding van Ferdinand von Schill verslagen werd.
- Ongeveer 14.000 Nederlandse dienstplichtigen gingen in 1813 met de Grande Armée mee naar Rusland. De grote meerderheid kwam om, of bleef achter tijdens de terugtocht; slechts zeer weinigen keerden terug.
- Een grote Europese coalitie (Engeland, Pruisen, Oostenrijk, Zweden en Rusland) versloeg Napoleon bij de Volkerenslag bij Leipzig (1814) en na zijn kortstondige terugkeer bij Waterloo (1815). In deze laatste slag vocht ook een Nederlands detachement mee, onder leiding van de jonge prins van Oranje, de latere koning Willem II.
- De laatste steunpunten voor Napoleon Bonaparte in de Nederlanden waren Maastricht en Delfzijl, die nog tot mei 1814 door de geallieerden belegerd werden. Zie Blokkade van Maastricht (1814) en Beleg van Delfzijl (1813-1814).